# ウルシナ・ハラー
ウルシナ・ハラー（Ursina Haller、1985年12月29日 - ）はスイスの女子スノーボード選手。専門はハーフパイプ。グラウビュンデン州ツェルネッツ出身。
2010年のバンクーバーオリンピックではハーフパイプ種目で9位になっている。2011年スノーボード世界選手権では総合で2位だった。
2014年、ソチオリンピックでは12位。

## 主な成績
- バートンヨーロピアンオープン（2013年） - ハーフパイプ優勝
- ネスカフェチャンプスレザン（2011年） - スロープスタイル2位

ほか